# Juan Pablo Rojas Paúl

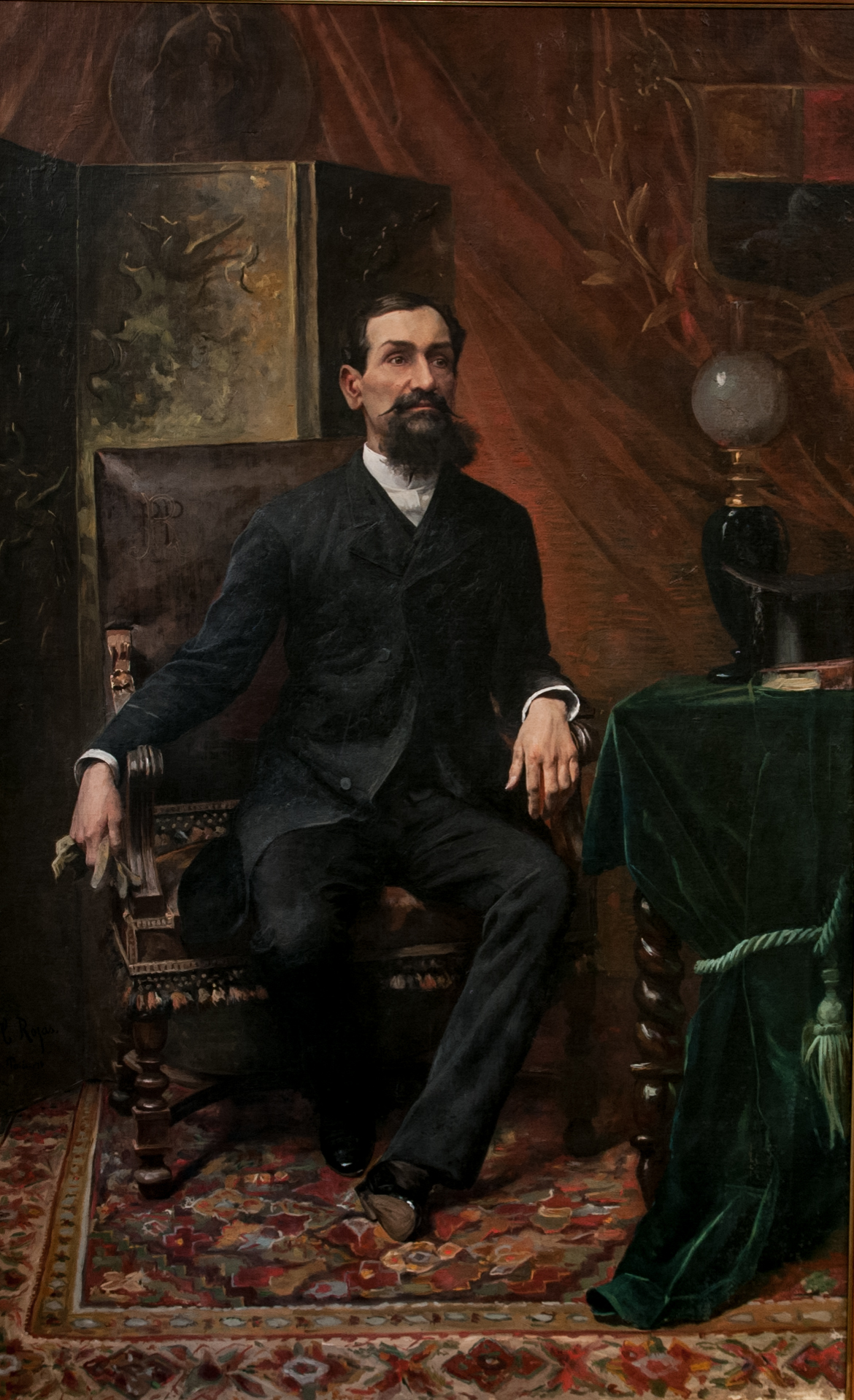
Juan Pablo Rojas Paúl

Juan Pablo Rojas Paúl  (n. 26 noiembrie 1826, Caracas, Venezuela – d. 22 iulie 1905, Caracas, Venezuela) a fost un avocat, om politic, președintele Venezuelei în perioada 1888 - 1890 și ministru de externe.